# Мілнер (Джорджія)
Мілнер (англ. Milner) — місто (англ. city) в США, в окрузі Ламар штату Джорджія. Населення — 772 особи (2020).

## Географія
Мілнер розташований за координатами 33°6′56″ пн. ш. 84°11′27″ зх. д. / 33.11556° пн. ш. 84.19083° зх. д. (33.115542, -84.190828).  За даними Бюро перепису населення США в 2010 році місто мало площу 5,19 км², з яких 5,17 км² — суходіл та 0,02 км² — водойми.

## Демографія
Згідно з переписом 2010 року, у місті мешкало 610 осіб у 232 домогосподарствах у складі 170 родин. Густота населення становила 117 осіб/км².  Було 273 помешкання (53/км²).
Расовий склад населення:
| - 77,9 % — білих - 19,2 % — чорних або афроамериканців - 0,5 % — азіатів - 0,3 % — корінних американців |

До двох чи більше рас належало 2,1 %. Частка іспаномовних становила 0,3 % від усіх жителів.
За віковим діапазоном населення розподілялося таким чином: 23,0 % — особи молодші 18 років, 64,2 % — особи у віці 18—64 років, 12,8 % — особи у віці 65 років та старші. Медіана віку мешканця становила 35,4 року. На 100 осіб жіночої статі у місті припадало 100,7 чоловіків;  на 100 жінок у віці від 18 років та старших — 93,4 чоловіків також старших 18 років.
Середній дохід на одне домашнє господарство  становив 53 795 доларів США (медіана — 48 075), а середній дохід на одну сім'ю — 56 861 долар (медіана — 48 591). Медіана доходів становила 35 972 долари для чоловіків та 36 343 долари для жінок. За межею бідності перебувало 9,0 % осіб, у тому числі 5,6 % дітей у віці до 18 років та 15,5 % осіб у віці 65 років та старших.
Цивільне працевлаштоване населення становило 497 осіб. Основні галузі зайнятості: освіта, охорона здоров'я та соціальна допомога — 16,7 %, мистецтво, розваги та відпочинок — 15,1 %, виробництво — 11,5 %.